# 鳴海陽
鳴海 陽（なるみ ひなた、1999年8月4日 - ）は日本の俳優。所属事務所はハルベリーオフィス。

## 出演

### 映画
- 「あい惚れ うぬ惚れ かた惚れ おか惚れ」 監督：秋武裕介 脚本：皐月彩
- 「怪人の偽証 冨樫興信所事件簿」監督・脚本：福田航平

### 舞台
- トワイライトⅠ「冥界裁判」 作・演出：高橋いさを
- 激団リジョロ25周年記念公演「バロウ 〜迷宮鉄道編〜」　作：不二稿京 演出：金光仁三

### 朗読劇
- 「午前０時のカレンダー」 作・演出：高橋いさを